# Helen Hunt Jackson

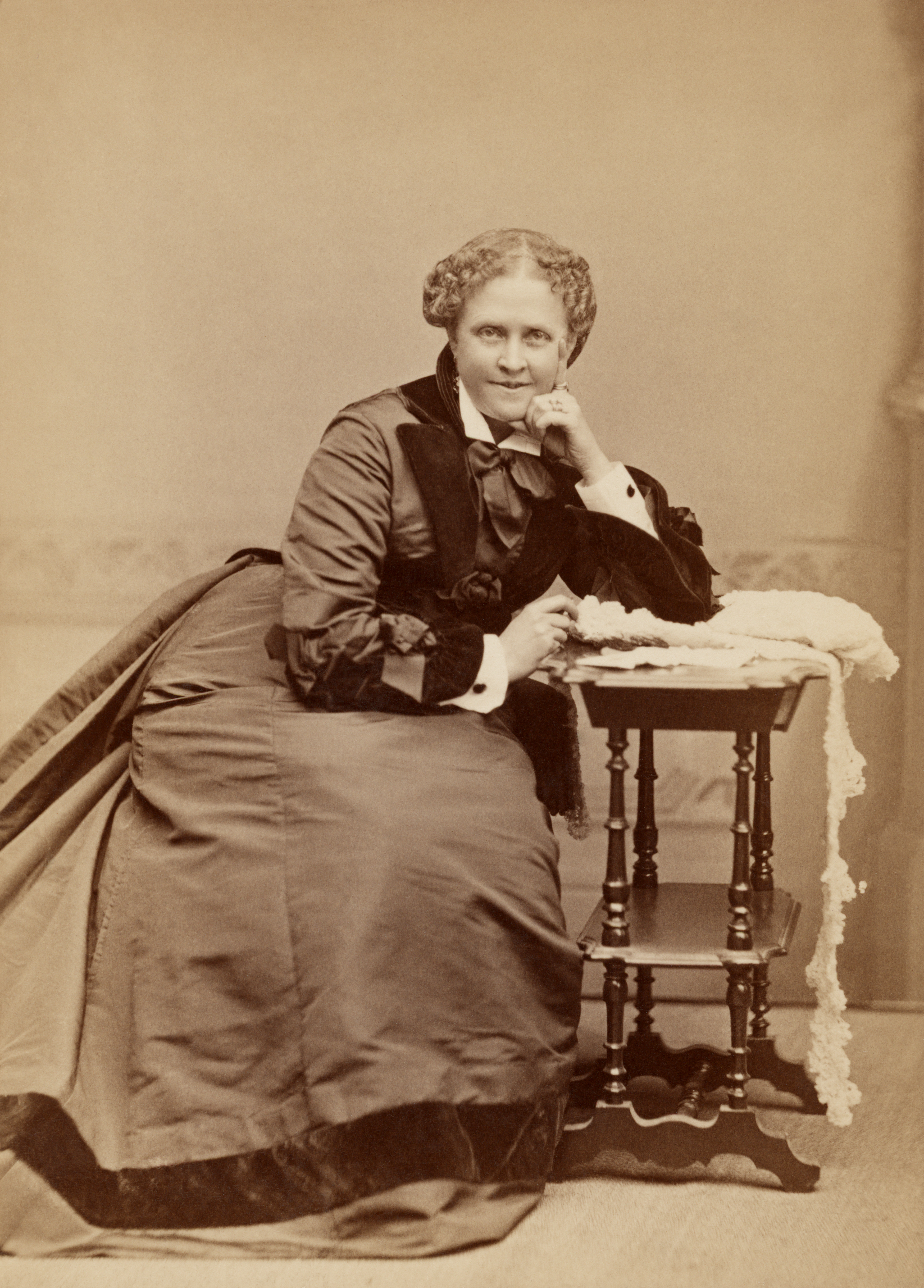
Helen Hunt Jackson

Helen Hunt Jackson (* 14. Oktober 1830 in Amherst, Massachusetts als Helen Maria Fiske; † 12. August 1885 in San Francisco, Kalifornien) war eine US-amerikanische Autorin, investigative Journalistin und Sozialreformerin. Beeindruckt von den Vorträgen des Ponca-Häuptlings Standing Bear begann sie sich für die Rechte der Indianer Nordamerikas einzusetzen. Als erste Frau erhielt sie zeitweilig das Amt eines Special Commissioner of Indian Affairs. Ihre Recherche A Century of Dishonor gilt als das erste Sachbuch, welches die Indianerpolitik der Vereinigten Staaten kritisch hinterfragte und ihr erfolgreicher Roman Ramona wurde oft als „Onkel Toms Hütte des Indianers“ bezeichnet.  Die Bücher lösten politische und gesellschaftliche Diskussionen aus und gelten als Wegbereiter für die Gründung der Indian Rights Association.

## Leben

### Jugend und Familie
Helen Hunt Jackson wurde unter dem Namen Helen Maria Fiske geboren. Ihre Eltern waren Deborah Vinal, die Autorin mehrerer Kindergeschichten und der calvinistische Pfarrer Nathan Welby Fiske, ebenfalls Autor und Lektor diverser Bücher. Jacksons Brüder Humphrey Washborn Fiske und David Vinal Fiske starben noch in frühster Kindheit, weshalb sie lediglich mit ihrer jüngeren Schwester Anne Scholfield Fiske aufwuchs. Einer Quelle zufolge erbte sie von ihrer Mutter „ein sonniges, heiteres Gemüt“ und von ihrem Vater „einen starken, energischen Geist“. Trotz ihres streng religiösen Elternhauses war Jackson laut Angaben ihrer Mutter „sehr geneigt, alles in Frage zu stellen; sie sagt, die Bibel fühlt sich nicht an, als wäre sie wahr.“ Als Erwachsene sollte Jackson dem Calvinismus schließlich den Rücken kehren.
Zwischen Jackson und ihrer Mutter herrschte ein sehr herzliches Verhältnis. In Briefen schrieb Jackson oft, wie sehr sie ihre Mutter vermisste, wenn diese aufgrund ihrer Tuberkuloseerkrankung zu Kuraufenthalten gezwungen war oder Jackson selbst in einem Internat lebte. Ihr streng religiöser Vater hingegen zeigte sich oft enttäuscht von Jacksons vergleichsweise geringer Gläubigkeit. Deborah Vinal starb bereits, als Jackson 13 Jahre alt war. Zwei Jahre später erkrankte auch Nathan Fiske und unternahm eine Pilgerreise nach Jerusalem, wo er starb und bestattet wurde. Daraufhin wuchsen Jackson und ihre Schwester bei dem Bostoner Rechtsanwalt Julius Palmer auf, der ihre Vormundschaft übernahm, während Deborah Vinals Vater sie finanziell unterstützte. Jackson bezeichnete Palmer später als Freund, mit dem sie sich ohne Scheu über alles unterhalten konnte und dass er ihr Vater, Mutter und Heimat zugleich wäre.

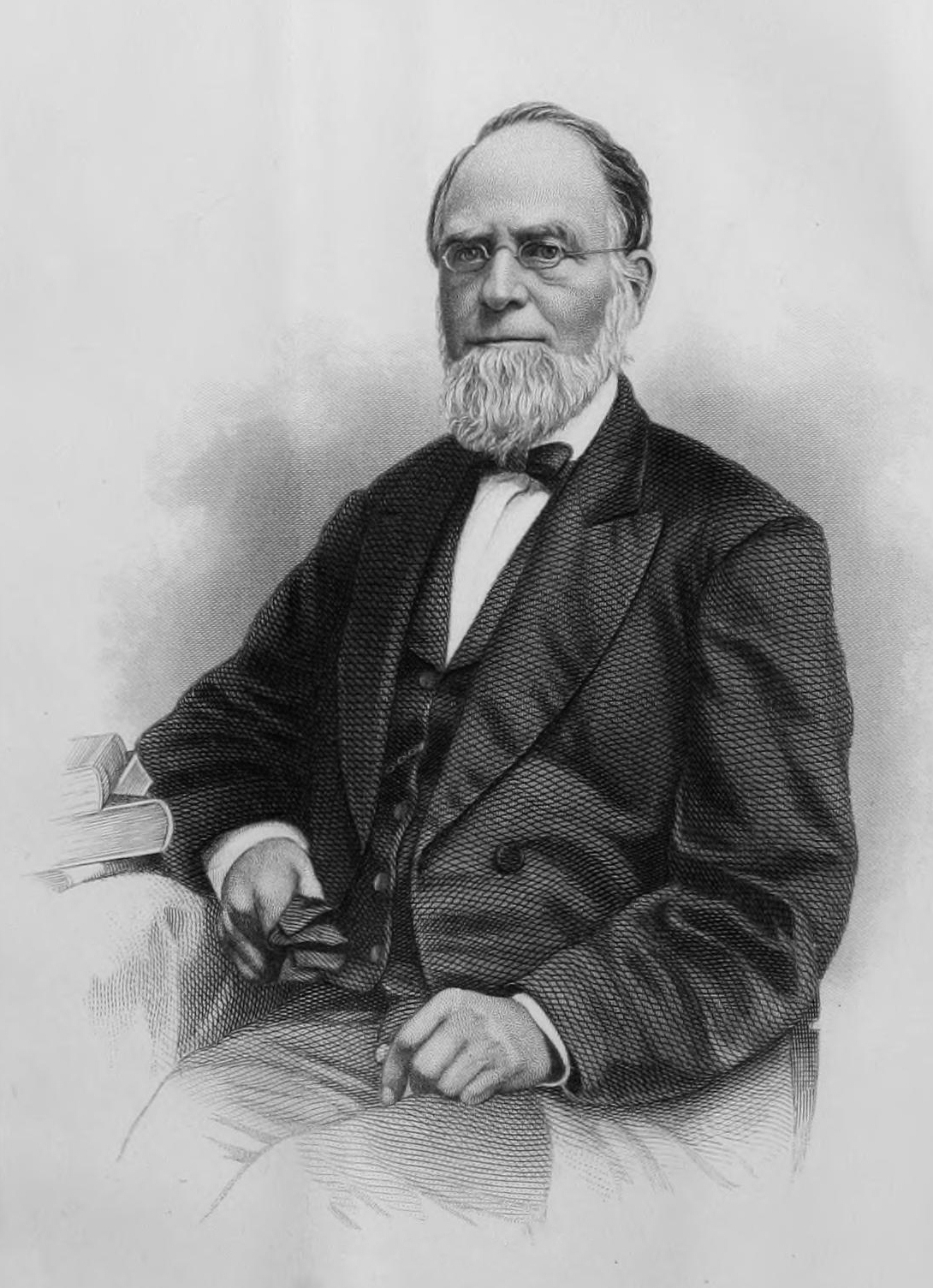
John Stevens Cabot Abbott, Helen Hunt Jacksons Lehrer und Mentor

Von klein auf zeigte Jackson sich wissbegierig und lernwillig. Nach dem Tod ihrer Mutter sandte ihr Vater sie zunächst in Ipswich zur Schule, wo der Fokus zu ihrem Leidwesen stark auf Religion lag. Später verglich sie ihren Aufenthalt in Ipswich ironisch mit dem Überleben eines Massakers. Fasziniert vom Aufbau der englischen Sprache, nahm sich Jackson trotz oft streng durchorganisierter Schultage stets Zeit für außerschulische Lektüre. Unter Julius Palmers Vormundschaft besuchte sie schließlich die Schule des Geistlichen und Autors John Stevens Cabot Abbott, wo sie sich mit ihrer Klassenkameradin Emily Dickinson anfreundete. Zudem ermutigte Abbott sie, eine Karriere als Schriftstellerin anzustreben. Nach ihrem erfolgreichen Schulabschluss arbeitete Jackson für eine Weile als Lehrerin in Abbotts Schule, wo sie durch die Gründung und Edierung der Schulzeitung Portfolio erste schriftstellerische Erfahrungen sammelte.
Während einer Reise mit der Familie Palmer nach Albany begegnete Jackson ihrem ersten Ehemann Edward Bissell Hunt, einem Bruder des Gouverneurs Washington Hunt. Hunt war Bauingenieur, der als Lieutenant in der Armee diente, in seiner Freizeit Forschungen zur Molekülphysik betrieb und wissenschaftliche Artikel veröffentlichte. Das Paar heiratete am 18. Oktober 1852. 1853 wurde ihr erster Sohn Murray geboren, der jedoch noch vor seinem ersten Geburtstag an einem Hirntumor starb. Ein zweiter Sohn namens Warren („Rennie“) Horsford wurde 1854 geboren.
Jackson begleitete Hunt mitunter, wenn er mit der Armee den Stationierungsort wechselte und knüpfte auf diese Weise diverse Kontakte mit literarischen Zirkeln. Im Haus von Anne Lynch Botta traf sie u. a. Sarah Chauncey Woolsey, mit der sie eine jahrelange Freundschaft verband. In der Abwesenheit ihres Mannes vertiefte sie ihre eigene Bildung, nahm Sprach- und Kunstunterricht und übte sich in der Poesie, wenngleich sie diese ersten Gedichte nicht veröffentlichte. Hatte Jackson zunächst die rassistischen Ansichten ihrer Eltern und ihres Mannes zur White Supremacy geteilt, änderte sich ihre Einstellung drastisch nach der Lektüre von Harriett Beecher Stowes Buch Onkel Toms Hütte. Zu Hunts Unwillen freundete sie sich mit bekannten Abolitionisten an und hatte eigenen Angaben zufolge „viel Mühe, meine Zunge im Zaum zu halten – und tatsächlich ist es mir nicht immer gelungen; ein Herr, der hier mietet und der zu meinem Leidwesen zum selben Ingenieurskorps gehört wie mein guter Mann, sagte mir erst neulich nach einigen Diskussionen über das Buch, dass er die Autorin für ‚einen begabten Teufel in Menschengestalt‘ hält!“
1862, während des Sezessionskriegs, wurde Jackson von Woolsey ermutigt, als Freiwillige im New Haven’s Civil War Hospital zu arbeiten, wodurch sie zum ersten Mal mit sozialer Arbeit in Kontakt kam. Am 2. Oktober desselben Jahres starb ihr Mann Edward Hunt in Brooklyn, wo er Experimente mit einer selbst entworfenen U-Boot-Kanone durchführte. Nur zwei Jahre später erkrankte Jacksons verbliebener Sohn Rennie an Diphtherie. Quellen zufolge war Jackson so verzweifelt, dass ihr sterbendes Kind sie bat: „Versprich mir, Mama, dass du dich nicht umbringen wirst.“

### Karriere als Schriftstellerin
Um ihre Verluste zu verkraften, wandte sich Helen Hunt Jackson dem Schreiben zu. Drei Monate nach Rennies Tod erschien ihr erstes Gedicht Lifted Over in der  Zeitung The Nation, in dem sie ihren Schmerz verarbeitete. Das Gedicht fand großen Anklang und Jackson erhielt Briefe von anderen verwaisten Müttern, die in ihrem Werk Trost fanden. Auch bekämpfte sie auftretende depressive Schübe sowie häufige Atemwegserkrankungen durch Reisen. Im Jahr 1866 machte sie auf einer dieser Reisen nach Newport, Rhode Island die Bekanntschaft von Thomas Wentworth Higginson, der mit seiner Frau die gleiche Pension wie Jackson bewohnte und ihr Mentor im professionellen Schreiben wurde. Obwohl Higginson ihre hauptsächliche Begabung in der Poesie sah, ermutigte er sie, Prosa zu schreiben und sich in verschiedenen Genres zu üben. Durch Higginson kam Jackson wieder in Kontakt mit ihrer alten Freundin Emily Dickinson, mit der sie daraufhin bis an ihr Lebensende in einen Briefwechsel trat und deren Talent sie schnell erkannte. Im Gegensatz zu Dickinsons anderen Freunden ermutigte Jackson sie, ihre Poesie zu veröffentlichen und tadelte ihre Freundin dafür, der Welt ihre Werke vorzuenthalten.

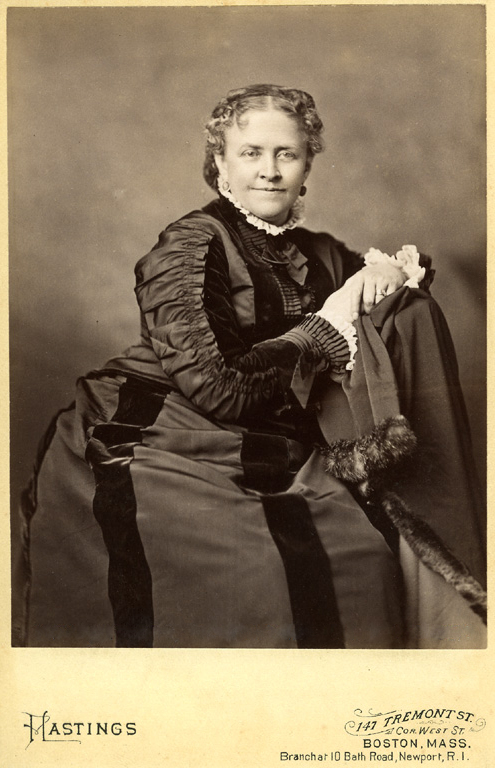
Helen Hunt Jackson zwischen 1870 und 1880

Neben Gedichten bestanden Jacksons frühe Werke aus Essays und Reiseerzählungen, beispielsweise aus ihrer Reise nach Deutschland und Italien zwischen den Jahren 1868 und 1869. Besonderes Talent bewies sie in der Schilderung von Charakteren und Beschreibungen, was ihre Sachtexte qualitativ hochwertiger machte als die üblichen Zeitungstexte. Zunächst blieb sie dem klassischen Rollenbild treu und betonte die Verantwortung von Frauen als moralische Vorbilder in ihren Rollen als Ehefrauen und Mütter. Dennoch zeigten ihre Werke bereits kritische Ansätze, insbesondere wenn es um die Zerstörung von Landschaften im Zuge der Industrialisierung ging. Auch äußerte sie früh Mitgefühl für die ursprünglichen Bewohner der Vereinigten Staaten, wenngleich sie nach wie vor Partei für die amerikanischen Siedler ergriff. Ihre Texte veröffentlichte sie u. a. in der Nation, der New York Independent und The Atlantic. Nach einigen anonymen Veröffentlichungen sowie Benutzung von Pseudonymen wie Rip Van Winkle und Saxe Holm legte Jackson sich schließlich auf das Kürzel H.H. fest, die Initialen ihres damaligen Ehenamens Helen Hunt.
1870 erschien ihr erster Gedichtband Verses. Einer Quelle zufolge antwortete der Schriftsteller Ralph Waldo Emerson auf die Frage, ob Jackson nicht die beste Frau unter den amerikanischen Dichtern sei, mit den Worten: „Vielleicht sollten wir gleich das Wort Frau weglassen.“ Fünf von Jacksons Gedichten fanden Eingang in seine Anthologie Parnassus. Da sie durch ihren literarischen Erfolg zunehmend eine Figur des öffentlichen Interesses wurde, vernichtete Jackson persönliche Aufzeichnungen und Briefe regelmäßig, um sie nicht unverhofft in Zeitungen gedruckt zu finden. Aus demselben Grund gab sie sehr selten Interviews über ihr Privatleben und ihre persönlichen Ansichten.
1875 heiratete sie in zweiter Ehe den Bankier William Sharpless Jackson und zog mit ihm nach Colorado Springs. Ab dem Zeitpunkt ihrer zweiten Ehe wurde sie von Verlegern, Freunden und Kritikern oft Helen Hunt Jackson genannt, was Jackson verärgerte. „Es schickt sich nicht, den ersten Ehenamen nach einer zweiten Eheschließung zu behalten“, beschwerte sie sich in einem Brief. „Der Name Hunt existiert für mich nicht mehr.“ Obwohl sie eigenen Angaben zufolge einen wahren Krieg gegen diesen Doppelnamen führte, blieb er bis in die Gegenwart erhalten.
Trotz ihrer verschiedenen Temperamente und ihrer Kinderlosigkeit führte das Paar eine glückliche Ehe. Jacksons neuer Ehemann, der sie „Peggy“ nannte, unterstützte und ermutigte sie in ihrem literarischen Schaffen, das er als ernsthafte Arbeit anerkannte. 1876 verfasste Jackson schließlich ihren ersten Roman Mercy Philbrick’s Choice, dessen Heldin auf romantische Liebe verzichtet und stattdessen den Pfad der Dichterin einschlägt, einer der ersten Künstlerromane mit einer Frau in der Hauptrolle. Weitere erfolgreiche Romane folgten mit Hetty’s Strange History im Jahr 1877 und Nelly’s Silver Mine: A Story of Colorado Life im Jahr 1878.

### Aktivistin
Während einer Reise nach Boston begegnete Helen Hunt Jackson im Jahr 1878 dem Häuptling der Ponca Standing Bear, der an der Ostküste der Vereinigten Staaten Vorträge über die Zwangsumsiedlung seines Volkes hielt. Erschüttert über die schlechte Behandlung der Indianer durch die Regierung, sicherte Jackson Standing Bear ihre Hilfe zu. Hatte Jackson zunächst noch in ihren Texten Frauen dazu angehalten, ausschließlich durch ihr moralisches Wirken im häuslichen Umfeld die Gesellschaft zu verbessern, schlug sie nun einen anderen Pfad ein. In einem Brief schrieb sie nach diesem Treffen: „Ich glaube, nun habe ich das Letzte von den Dingen getan, von denen ich einst sagte, ich würde sie nie tun. Ich bin das geworden, was ich tausendmal als das Abscheulichste auf der ganzen Welt bezeichnet habe – eine Frau mit einer Mission.“
Zunächst veröffentlichte Jackson Artikel, in denen sie verbesserte Rechte für die Ponca forderte. Auch begann sie einen erbitterten, schriftlichen Schlagabtausch mit dem Innenminister Carl Schurz, den sie abfällig als Lügner bezeichnete. Sie sprach sich vehement gegen seine und Alvin Saunders’ Gesetzesentwürfe zum Miteigentum an indianischem Land aus, da nicht die Indianer, sondern ausschließlich weiße Siedler davon profitierten. Allerdings sah sie sich durch diese Vorgehensweise auch Anfeindungen ausgesetzt. The New York Times schrieb später über sie, dass sie sich „in Washington durch ihre oft ungezügelten Angriffe bald Feinde machte, und während sie insgesamt einiges Gutes bewirkte, krankte ihr Fall daran, dass sie in einigen Angelegenheiten die Anklagen, die sie erhob, nicht nachweisen konnte; daher verlor sie viele, die zunächst mit ihrer Sache sympathisierten.“
1881 veröffentlichte sie nach fast dreijähriger, sorgfältiger Recherche ihr Buch A Century of Dishonor, ein frühes Beispiel des investigativen Journalismus in den Vereinigten Staaten. Um eine möglichst große Wirkung zu erzielen, sandte Jackson das Buch an jeden einzelnen Kongressabgeordneten, was ihr eigenen Angaben zufolge „mehr Tritte als Half-Pence“ einbrachte. Tatsächlich wurde das Buch von vielen Amerikanern als Affront betrachtet und daher nicht gekauft. Dennoch hatte sie Aufmerksamkeit erregt und im Jahr 1882 ernannte Hiram Price vom Bureau of Indian Affairs Helen Hunt Jackson gemeinsam mit ihrem Freund und Übersetzer Abbott Kinney zum Special Commissioner of Indian Affairs, womit sie zur ersten Frau wurde, die dieses Amt bekleidete.

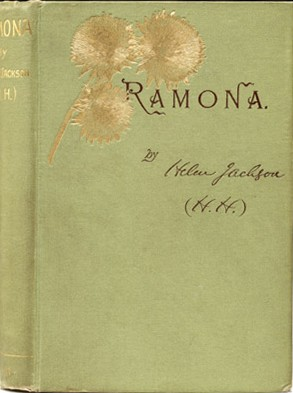
1. Auflage von Jacksons Roman Ramona, 1884

Daraufhin untersuchte Jackson mit Kinney im Süden Kaliforniens die Situation der sogenannten Mission Indians, deren Vorfahren einst von den spanischen Besatzern als Zwangsarbeiter in die Missionen geholt worden waren. In dieser Zeit veröffentlichte sie einige der ersten Zeitungsartikel in den Vereinigten Staaten, die die Indianer wohlwollend schilderten statt sie zu diffamieren. Im Gegensatz zu vielen Zeitgenossen war Jackson nicht der Ansicht, dass die indigenen Völker die weiße Kultur annehmen sollten. Während sie einer weiteren Aktivistin riet, einen Lehrer zu den Mission Indians zu schicken, betonte sie gleichzeitig: „Nimm keinen religiösen Lehrer. Wenn irgendein Mann dorthin will in dem Vorhaben, sie zum Protestantismus zu bekehren, sollte er lieber fernbleiben.“ Allerdings neigte sie dazu, die Grausamkeiten der spanischen Besatzer gegen die Indianer herunterzuspielen und zu verklären. Vor Ort setzte sie sich persönlich für die Indianer ein, schrieb Briefe und unterstützte sie in rechtlichen Angelegenheiten. Gemeinsam mit Kinney veröffentlichte sie schließlich den 56 Seiten umfassenden offiziellen Report on the Conditions and Needs of the Mission Indians.
Da sie auf ihren Bericht kaum Reaktionen erhielt, beschloss Jackson, ihre Erfahrungen und das Schicksal der Indianer in einem Roman zu verarbeiten und veröffentlichte 1884 Ramona. Es erzählt die Geschichte einer jungen Halbindianerin und ihres indianischen Geliebten, der nach Kaliforniens Annexion durch die Vereinigten Staaten von seinem Land vertrieben wird. Dabei griff sie auf Elemente aus dem Leben der Kalifornierin Ramona Lubo zurück, deren Mann, Angehöriger der Cahuilla, von weißen Siedlern ermordet worden war. „In meinem Century of Dishonor versuchte ich das Gewissen der Menschen direkt anzugreifen, und sie hörten nicht zu. Nun habe ich meine Pille verzuckert und es bleibt zu sehen, ob sie geschluckt wird“, schrieb Jackson. Obwohl das Buch äußerst erfolgreich war, sah sie sich in ihren Hoffnungen enttäuscht. Statt Mitgefühl für die Indianer zu empfinden, waren ihre Leser lediglich an der Liebesgeschichte und der Romantisierung des frühen Südkaliforniens interessiert. Tatsächlich entwickelte sich ein wahrer Ramona-Tourismus, da begeisterte Leser die Handlungsorte des Romans aufsuchten bzw. aufzuspüren versuchten. Die Situation der Indianer hingegen verbesserte sich nicht.

### Tod und Nachleben
Im Juni 1884, nur wenige Monate nach Erscheinen ihres Romans, erlitt Helen Hunt Jackson nach einem Treppensturz einen Beinbruch, der sie monatelang ans Bett fesselte. Im November desselben Jahres reiste sie nach Los Angeles in der Hoffnung auf bessere Heilung in einem milderen Klima. Wenig später bekam sie hohes Fieber und fürchtete, mit Malaria infiziert zu sein. Statt nach Hause reiste sie ins nähergelegene San Francisco. Ihre Symptome verschlimmerten sich jedoch so stark, dass sie bereits im März 1885 Todesahnungen hegte. Tatsächlich stellte sich im Juli heraus, dass sie unter einem Magenkarzinom litt, woraufhin William Jackson Anfang August aus Colorado Springs an ihr Krankenbett eilte. Am 7. und 8. August, den letzten Tagen, in denen sie im Vollbesitz ihrer geistigen Kräfte war, schrieb Jackson ihre letzten Briefe, darunter einen an den US-Präsidenten Grover Cleveland:

„Von meinem Sterbebett sende ich Ihnen eine Nachricht des herzlichsten Dankes für das, was Sie bereits für die Indianer getan haben. Ich bitte Sie, mein Century of Dishonor zu lesen. Ich sterbe glücklicher in dem Glauben, den ich hege, dass es Ihrer Hand vorbestimmt ist, den ersten, zuverlässigen Schlag zu führen, um die Bürde der Schande von unserem Land zu nehmen und das Unrecht des indianischen Volkes zu bereinigen.“

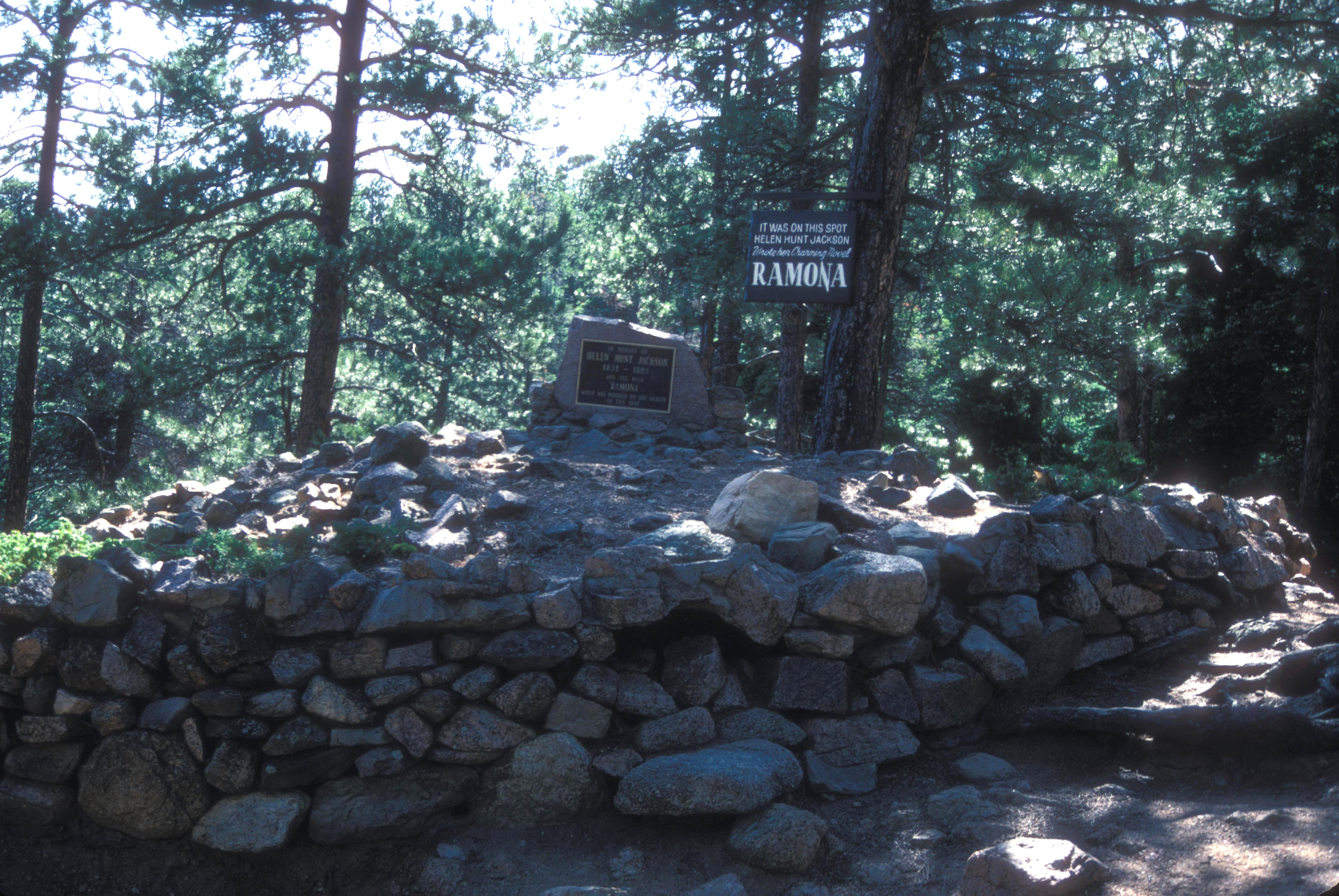
Helen Hunt Jacksons ursprüngliches Grab in Colorado Springs

Am 14. August starb Helen Hunt Jackson im Beisein ihres Ehemannes. Die Nation schrieb anlässlich ihres Todes: „Die Neuigkeit wird wahrscheinlich einen Stich des Bedauerns in mehr amerikanische Haushalte tragen als ähnliche Nachrichten über jede andere Frau, vielleicht mit Ausnahme von Mrs. Harriet Beecher Stowe.“ Emily Dickinson schrieb an Jacksons Witwer: „Helen von Troja wird sterben, aber Helen von Colorado niemals.“ Jackson wurde auf eigenen Wunsch auf dem Cheyenne Mountain beigesetzt. Ihr Grab entwickelte sich schnell zu einer Pilgerstätte von begeisterten Lesern, deren zahllose Geschenke und Hinterlassenschaften ihren Witwer schließlich dazu bewegten, im Jahr 1891 Jacksons sterbliche Überreste auf einen privaten Friedhof zu überführen. Das ursprüngliche Grab kann noch immer besichtigt werden.
Jacksons Hoffnung, durch ihre Bücher schnelle Hilfe für die Indianer leisten zu können, hatten sich nicht erfüllt. Dennoch hatte sie ein Bewusstsein für das Leid der Indianer geschaffen. 1891 wurde der Act for the Relief of the Mission Indians verabschiedet, der auf ihren Empfehlungen aus dem Report on the Conditions and Needs of the Mission Indians basierte. Noch lange Zeit später wurden er und A Century of Dishonor von der Indian Rights Association als Belegmaterial verwendet. Ein Jahr nach Jacksons Tod wurde Ramona als „unzweifelhaft der beste Roman, den eine amerikanische Frau bislang geschrieben hat“ gelobt und gemeinsam mit Onkel Toms Hütte als eins der ethischsten Bücher des 19. Jahrhunderts bezeichnet. Seit dem Jahr 1923 wird eine Theaterversion von Ramona jeden Sommer in Hemet, Kalifornien auf der Freilichtbühne Ramona Bowl Amphitheater aufgeführt.

## Würdigungen
Ab dem Jahr 1961 spendeten Jacksons Verwandte ihre erhaltenen Briefe der Bibliothek des Colorado College. Sie werden dort in einer Sondersammlung aufbewahrt.
1966 benannte die Stadt Colorado Springs Jackson zu Ehren einen Wasserfall auf dem Cheyenne Mountain um in Helen Hunt Falls.
1985 wurde Jackson in die Colorado Women’s Hall of Fame aufgenommen. Zwei Jahre später erschien die Dokumentation Loving Rebel: Helen Hunt Jackson, 1830–1885 unter Mitwirkung der Colorado Historical Society und der Colorado Historical Foundation.

## Werke (Auswahl)
- Verses (1870)
- Bits of Travel (1872)
- Bits about Home Matters (1873)
- Saxe Holm’s Stories (1874)
- The Story of Boon (1874)
- Mercy Philbrick’s Choice (1876)
- Hetty’s Strange History (1877)
- Bits of Talk in Verse and Prose for Young Folks (1876)
- Bits of Travel at Home (1878)
- Nelly’s Silver Mine: A Story of Colorado Life (1878)
- Letters from a Cat (1879)
- A Century of Dishonor (1881)
- Ramona (1884)
- Glimpses of California and the Missions (1902); posthum

Obwohl Jackson als Schriftstellerin recht produktiv war, maß sie am Ende ihres Lebens ihren frühen Werken wenig Bedeutung zu. „Century of Dishonor und Ramona sind die einzigen meiner vollbrachten Werke, über die ich froh bin“, schrieb sie in einem ihrer letzten Briefe an ihren Mentor Higginson. „Der Rest hat kein Moment. Diese beiden werden überdauern und Früchte tragen.“